# Asia Network Television
Asia Network Television és un canal de televisió per satèl·lit iraquià amb seu a Bagdad, Iraq. El canal va començar a emetre el 2012.